# Guerra degli otto principi
La guerra degli otto principi, detta anche ribellione degli otto re o ribellione degli otto principi (in cinese: 八王之亂), fu una serie di guerre civili tra re/principi (in cinese: wáng 王) della dinastia Jìn dal 291 al 306. Il punto principale del contenzioso di questi conflitti fu la reggenza sul mentalmente instabile imperatore Hui di Jin. Le biografie degli otto principi sono state raccolte al cap. 59 del Libro dei Jin (Jinshu).
Tecnicamente, il termine "guerra degli otto principi" può essere una scorrettezza: piuttosto che un solo conflitto continuo, la guerra degli otto principi vide intervalli di pace interposti a brevi ma intensi conflitti interni, al punto che in un'occasione (la ribellione dei sette stati) essi si trovarono tutti su un unico fronte a combattere. La traslazione cinese letterale, "disordine degli otto principi", sembra essere quindi la più appropriata.
Mentre i conflitti iniziali erano perlopiù di breve entità e confinati nella capitale imperiale di Luoyang e nel suo circondario, la guerra si espanse man mano che ogni nuovo principe entrò nel conflitto. Alla sua conclusione, la guerra aveva devastato l'interno del Jin nel nord della Cina attuale, e fu la causa principale della vendetta dei Wu Hu.

## Gli otto principi
Anche se molti furono gli aristocratici che presero parte al conflitto, gli otto principali partecipanti furono:
- Sima Liang, figlio di Sima Yi, principe titolare di Runan (汝南王)
- Sima Wei, figlio dell'imperatore Wu, principe titolare di Chu (楚王)
- Sima Lun, figlio di Sima Yi, principe titolare di Zhao (趙王)
- Sima Jiong, nipote dell'imperatore Wu, principe titolare di Qi (齊王)
- Sima Ying, figlio dell'imperatore Wu, principe titolare di Chengdu (成都王)
- Sima Ai, figlio dell'imperatore Wu, principe titolare di Changsha (長沙王)
- Sima Yong, lontano cugino dell'imperatore Wu, principe titolare di Hejian (河間王)
- Sima Yue, lontano cugino dell'imperatore Wu, principe titolare di Donghai (東海王)

Altri personaggi notevoli furono l'imperatore Hui di Jin, il co-reggente Yang Jun, l'imperatrice vedova Yang Zhi, l'imperatrice Jia Nanfeng e l'anziano ministro Wei Guan.

## Antefatto
Sima Yi, del clan Sima, iniziò la sua ascesa al potere e prese il controllo della città di Cao Wei per la mancanza di una forte aristocrazia in loco in grado di contrastare la sua autorità.
Nel 265, Sima Yan costrinse Cao Huan ad abdicare e stabilì la dinastia Jin. Memore del precedente storico, Sima Yan cercò di appoggiarsi al potere del clan Sima infeudando i suoi zii, cugini e figli. Grandi infeudazioni andarono a membri dell'esercito. Col tempo questi principi e duchi ottennero anche poteri amministrativi sulle loro terre ed ottennero il potere di levare tasse.
Dopo la morte di Sima Yan nel 290, una complessa lotta per il potere iniziò internamente al clan Sima. Il nuovo imperatore, Hui era infatti mentalmente instabile. Inizialmente, la matrigna dell'imperatore, l'imperatrice vedova Yang Zhi cercò di porre al centro della corte la sua famiglia, il clan Yang, con suo padre Yang Jun quale uomo più potente della casata.
La moglie dell'imperatore, l'imperatrice Jia Nanfeng, ebbe però da ridire sull'essere stata esclusa dagli affari di stato a vantaggio della famiglia della suocera e perciò si propose di aiutare Sima Wei e Sima Liang. Le truppe di Sima Wei entrarono a Luoyang senza opposizione da parte del governo centrale. Nel 291 l'imperatrice Jia emanò un editto che accusava Yang Jun di tradimento. Le truppe di Sima Wei uccisero Yang Jun, l'imperatrice vedova morì di fame mentre si trovava agli arresti domiciliari e 3000 membri del clan Yang vennero giustiziati. Questi fatti portarono all'intervento dei principi negli affari del governo centrale.

## L'imperatrice Jia contro il principe di Runan, Sima Liang, 291
Il potere era ora nelle mani di Sima Liang, prozio dell'imperatore, e di Wei Guan. Ad ogni modo, l'imperatrice Jia non era ancora soddisfatta della situazione creatasi. Ella aveva infatti complottato con Sima Wei, che ora controllava un intero battaglione della guardia imperiale, ma Sima Liang ora le chiedeva insistentemente di tornare nei feudi della sua casata nella provincia di Jing. Ancora una volta tramite l'emissione di un editto imperiale, l'imperatrice accusò questa volta Sima Liang di tradimento e, con la complicità di Sima Wei, lo uccise assieme a Wei Guan.

## L'imperatrice Jia contro il principe di Chu, Sima Wei, 291
Immediatamente dopo l'uccisione di Sima Liang, a Sima Wei venne consigliato di sfruttare l'occasione per espandere il proprio potere a spese dell'imperatrice Jia, per quanto egli esitasse.
Due giorni dopo la morte di Sima Liang, l'imperatrice Jia venne a sapere che Sima Wei era intenzionato a privarla dei propri poteri. Abbandonato dai suoi sostenitori, Sima Wei (cognato dell'imperatrice Jia) venne infine catturato e giustiziato.
L'imperatrice Jia divenne così l'unica a corte a detenere veramente il potere, affiancata da quanti l'avevano aiutata a liberarsi dei suoi oppositori ed ai membri del suo clan. La situazione politica dal 291 al 299 fu relativamente stabile, ma sul finire di quell'ultimo anno il comportamento tirannico dell'imperatrice Jia gettò ancora una volta il seme della discordia.

## Il principe di Zhao, Sima Lun, contro l'imperatrice Jia, 300
L'erede della dinastia Jin, Sima Yu, era figlio dell'imperatore Hui e della di lui consorte, Xie, e pertanto rappresentava una minaccia politica per l'imperatrice Jia. Nel 299, l'imperatrice Jia convinse l'ubriaco Sima Yu a trascrivere un testo che diceva, tra le altre cose, che l'imperatore Hui avrebbe dovuto un giorno abdicare in favore di Sima Tu. L'imperatrice Jia quindi presentò il testo copiato all'imperatore Hui il quale dopo una discussione in merito decise di far giustiziare suo figlio. L'imperatrice Jia desiderava che la punizione fosse portata a compimento subito, ma l'imperatore Hui decise invece di deporre semplicemente Sima Yu e tenerlo agli arresti domiciliari sino a data da destinarsi.
Sima Lun, a quel tempo, era il tutore del principe e considerato membro della cerchia stretta dell'imperatrice Jia. Sima Lun ad ogni modo stava complottando per detronizzare l'imperatrice Jia. Ad ogni modo, il suo consigliere Sun Xiu lo redarguì sul fatto che ad ogni modo le sue azioni altro non avrebbero fatto che favorire l'ascesa di Sima Yu, che poi a sua volta si sarebbe vendicato di Sima Lun stesso. Sima Lun pertanto decise di uccidere Sima Yu prima di agire e per questo incoraggiò Jia a uccidere Sima Yu (pronipote di Sima Lun).
Tutto andò secondo i piani e l'imperatrice Jia assassinò Sima Yu. Quindi Sima Lun produsse un editto in nome dell'imperatore Hui e fece arrestare l'imperatrice Jia ponendola agli arresti domiciliari, forzandola poi a commettere suicidio nel 300. Sima Lun, nuovamente forzò la pubblicazione di un editto imperiale, dapprima nominadosi Gran Visir e poi, nel 301, incoronandosi imperatore, ponendo l'imperatore Hui agli arresti.

## I principi di Qi, Hejian e Chengdu (Simas Jiong, Yong e Ying) contro il principe di Zhao, Sima Lun, 301
L'usurpazione di Sima Lun del trono venne largamente contestata da altri principi. Tre grandi principi si allearono tra loro contro di lui: a Xuchang, il principe di Qi, Sima Jiong; a Chang'an, il principe di Hejian, Sima Yong, ed a Chengdu il principe di Chengdu, Sima Ying.
Dopo una campagna militare durata 60 giorni e con tensioni da ambo le parti, le forze di Sima Lun vennero sconfitte ed egli venne posto agli arresti, ma venne costretto a suicidarsi poco dopo. I sostenitori di Sima Lun vennero cacciati e sterminati.
Sima Jiong reinstallò al trono l'imperatore Hui di Jin, e si autoproclamò Gran Maresciallo. Sima Yong e Ying ottennero anch'essi delle posizioni. Sima Jiong, ad ogni modo, abusò della sua posizione, agendo de facto come imperatore.

## I principi di Hejian e Changsha (Simas Yong e Ai) contro il principe di Qi, Sima Jiong, 302
Nel 302, Sima Yong, ritenendo che l'imperatore avesse ordinato segretamente a lui di combattere Sima Jiong (suo secondo cugino), sorse in ribellione e marciò verso Luoyang. Sima Yong, intendendo prendere Luoyang col minor numero di perdite possibili, utilizzò uno stratagemma contro Sima Jiong.
Sima Yong disse che il principe di Changsha, Sima Ai, era il suo contatto a Luoyang. Dopo aver saputo della notizia, Sima Jong inviò delle truppe per uccidere Sima Ai; ad ogni modo, Sima Ai era fuggito verso il palazzo imperiale alla ricerca di protezione. Qui, sia con l'uso della guardia imperiale che con le proprie forze personali, Sima Ai combatté Sima Jiong (suo secondo cugino) in Luoyang per tre giorni. Sima Jiong perse e venne ucciso, ed i suoi sostenitori vennero sterminati.
Sima Yong non si dimostrò felice dello stato della questione. Egli infatti sapeva che Sima Ai avrebbe perso, e questo avrebbe permesso a Sima Yong di entrare a Luoyang, uccidere Sima Jiong, rimpiazzare l'imperatore Hui con il principe di Chengdu, Sima Ying, e nominare sé stesso Primo Ministro. Il campo era pronto per un nuovo conflitto.

## I principi di Hejian, Chengdu e Donghai (Simas Yong, Ying e Yue) contro il principe di Changsha, Sima Ai, 303-304
Scontento dell'influenza di Sima Ai a corte, Sima Yong tentò di assassinarlo ma i suoi sforzi si rivelarono vani. Pertanto nel 303 egli si alleò con il principe di Chengdu, Sima Ying, levò un esercito di 270 000 uomini e si mosse contro Luoyang. In risposta, l'imperatore Hui nominò Sima Ai al ruolo di Gran Comandante e lo inviò a combattere i principi ribelli. Le armate di Sima Ai uccisero 10 000 nemici, ma vennero costrette a ritirarsi verso Luoyang per ragioni logistiche.
Vedendo ciò, i Ministri di lavoro di Sima Yue rapirono e posero Sima Ai agli arresti nella sua casa. Successivamente, temendo la sua fuga, Sima Yue inviò Sima Ai da Sima Yong, che bruciò Sima Ai vivo.
Le armate di Simas Yong e Ying entrarono trionfanti a Luoyang. Simas Yue e Yong vennero nominati ai più alti incarichi di governo, mentre Sima Ying venne infeudato di 20 commende e designato erede imperiale.

## I principi di Chengdu e Hejian (Simas Ying e Yong) contro il principe di Donghai (Sima Yue), 304
Dalla sua base a Ye, il principe di Chengdu Sima Ying viveva un'esistenza lussuosa ed aveva l'ambizione di divenire imperatore. Sima Yue e l'imperatore Hui si convinsero quindi ad inviare contro di lui un esercito di 100 000 uomini per stroncare la sua ascesa.
Le forze imperiali, ad ogni modo, vennero sconfitte nella Battaglia di Dangyin. L'imperatore Hui venne catturato da Sima Ying, il quale lo ricollocò a Ye. Luoyang cadde nelle mani delle truppe di Sima Yong, il quale decise di assistere Sima Ying. Sima Yue si riportò alla sua base di Donghai (a sudest di Shandong). Il potere si consolidò ulteriormente sotto Sima Ying.
Sima Ying, col pretesto dell'amore famigliare, chiese a Sima Yue di tornare alla corte imperiale, ma Sima Yue rifiutò l'offerta.

## I principi di Hejian e Donghai (Simas Yong e Yue) contro il principe di Chengdu (Sima Ying), 304
Il fratello di Sima Yue, il duca di Dongying Sima Teng (司馬騰) insorse contro Sima Ying nella provincia di You. Con l'aiuto di barbari come Wuhuan, riuscì a sconfiggere le forze di Sima Ying.
Con le forze di Sima Teng che minacciavano Ye, le forze di Sima Ying si dileguarono. Un comandante, Liu Yuan, si portò nella provincia di Bing dove si dichiarò sovrano.
Sima Ying fuggì con l'imperatore a Luoyang, che era occupata da Sima Yong. Sima Yong prese possesso dell'imperatore Hui, lo spostò a Chang'an, e privò Sima Ying della sua posizione di erede al trono. Sima Yong, ora al potere appena sotto l'imperatore, offrì la reggenza con Sima Yue, offerta che venne rifiutata.
Sima Yong intendeva inviare Sima Ying alla guarnigione di Ye, ma questi piani vennero interrotti quando Sima Yue nuovamente si ribellò al governo centrale.

## Il principe di Donghai (Sima Yue) contro il principe di Hejian (Sima Yong) 305
Sima Yue si ribellò a Sima Yong nel 305, cercando aiuto nei suoi fratelli nelle pianure della Cina settentrionale. Sima Yong tentò di privare Sima Yue della legittimità del suo ruolo privandolo di tutti i titoli, ma per risposta Sima Yue pretese di aver agito per "salvare l'imperatore dai suoi rapitori e di averlo riportato a Luoyang".
Le forze di Sima Yong e Sima Yue si incontrarono ad Henan. Anche se Sima Yong sembrò inizialmente vittorioso, i rinforzi del principe di Fanyang, Sima Chu (cugino di Sima Yue), riuscirono a rivoltare lo scontro dall'altro fronte. Dal 306 Sima Yue aveva conquistato Chang'an, città che le sue forze saccheggiarono. Sima Yong si portò sul Monte Taibai, mentre Sima Ying fuggì a Ye. Sima Yue divenne l'ultimo principe a dominare la corte imperiale che egli riportò a Luoyang.

## Il principe di Donghai emerge vittorioso, 306-307
Durante la sua fuga, Sima Ying venne catturato e posto agli arresti domiciliari per ordine di Sima Chu. Un mese dopo, ad ogni modo, Sima Chu morì in circostanze misteriose. Sapendo che Sima Ying vantava profondi collegamenti a Ye, i subordinati di Sima Chu assassinarono Sima Ying e la sua famiglia, utilizzando la scusa di un falso editto.
Nel frattempo, Sima Yong aveva nuovamente preso le armi ed aveva catturato Chang'an, ma non fu in grado di avanzare oltre nella regione di Guanzhong. La situazione entrò in una fase di stallo.
L'imperatore Hui morì in circostanze altrettanto misteriose nel 307 (probabilmente avvelenato da Sima Yue). Il nuovo imperatore, Huai, era fratello dell'ex regnante. Come parte dei rituali d'ascesa al trono, l'imperatore Huai emise un editto che ordinava a Sima Yong di riportarsi a corte come "Ministro delle masse". Sulla via, ad ogni modo, Sima Yong incontrò le forze leali al principe di Nanyang Sima Mo che lo uccisero con la sua famiglia.

## Conclusioni
Pur esistendo anche altri principi, la posizione di Sima Yue, principe di Donghai, divenne incontestabile, per quanto la sua vittoria ebbe breve vita. Già nel 308 lo stato barbaro di Han Zhao fu in grado di conquistare Xuchang nell'Henan centrale; dal 309 Sima Yue dovette combattere una guerra civile con un altro ministro, Gou Xi; dal 311 Sima Yue morì in una campagna militare.
Come per l'Impero romano dall'altra parte dell'Eurasia, le tribù barbare della Cina presero il sopravvento nella faccenda e ponendosi al servizio dei vari principi, iniziarono a stabilire dei piccoli regni autonomi in Cina. Dal 311 il più grande degli stati barbari, Han Zhao, conquistò la capitale Jin, Luoyang, e dal 316, prese anche la co-capitale di Chang'an, ponendo così fine al Jin occidentale ed a tre secoli di divisioni della Cina.
La Guerra degli Otto Principi danneggiò seriamente la tradizionale economia cinese nel cuore del territorio statale e lungo il corso del Fiume Giallo. Assieme alle invasioni barbariche, tutto questo portò lo spostamento dei centri economici dal nord a sud verso Yangtze e verso il Bacino di Sichuan. Fu uno dei fattori chiave della cinesizzazione della Cina meridionale. Ad esempio, i moderni abitanti di Fujian sono in gran parte discendenti dei rifugiati Jin provenienti dalla Cina settentrionale e difatti il dialetto locale presenta molte similarità con l'antico cinese.